# Jean-Pierre Barda
Michel Jean-Pierre Barda, född 7 mars 1965 i Paris, är en svensk musiker och stylist.
Barda är mest känd för sin medverkan i Army of Lovers, som var som mest populära under 1990-talet. Han har också skrivit musik åt olika band, varit skådespelare, solglasögondesigner och hårstylist.
Barda har vittnat om att hans judiska bakgrund är mycket betydelsefull för honom, och han är sedan hösten 2015 permanent bosatt i Tel Aviv i Israel. Han var inför riksdagsvalet 2002 företrädare för Fria Listan. Åren 2004–2007 var Jean-Pierre Barda stylist och producent för tidningen Hairstyle & Beauty, numera tidningen Style.

## Diskografi (solo)
- 2000 – "Lovecity" (låt på soundtracket till Livet är en schlager)
- 2001 – "Pacmahara" (låt tillsammans med gruppen Friends)

## Filmografi
- 2000 – Livet är en schlager
- 2001 – Shrek (svensk röst)

## Teater

### Roller
| År   | Roll  | Produktion                       | Regi           | Teater |
| ---- | ----- | -------------------------------- | -------------- | ------ |
| 1995 | Jacob | Min mamma herr Albin Jean Poiret | Hans Bergström | Folkan |